# Batman: The Caped Crusader
 (avril 2020).
Si vous disposez d'ouvrages ou d'articles de référence ou si vous connaissez des sites web de qualité traitant du thème abordé ici, merci de compléter l'article en donnant les références utiles à sa vérifiabilité et en les liant à la section « Notes et références ».
Batman: The Caped Crusader est un jeu vidéo d'action-aventure développé par Special FX Software, édité par Ocean Software et par Data East en 1988 sur ZX Spectrum, Commodore 64, Amiga, Amstrad CPC, Apple II et  PC.

## Système de jeu
Le jeu est divisé en deux parties. Batman doit affronter le Pingouin et le Joker dans chacune leur propre partie du jeu. Pour vaincre ces ennemis, Batman peut utiliser trois attaques différentes : le coup de poing, le coup de pied et le lancer du batarang.